# County Cricket Ground (Derby)
Der County Cricket Ground, üblicherweise kurz County Ground genannt, ist ein Cricket-Stadion in Derby. Er ist auch bekannt unter dem Namen Racecourse Ground und ist das Heimstadion des Derbyshire County Cricket Club seit 1871. Das Stadion wurde 1863 eröffnet und diente anfänglich als Pferderennbahn.

## Geschichte
Der seit 1835 existierende South Derby Cricket Club zog nach einigen Jahren seiner Existenz auf den Derby Racecourse um, der seit 1848 existierte, um dort eine neue Heimstätte zu finden. Mit der Gründung des Derby County Cricket Clubs übernahm dieser die Spielfläche. Die beiden Ends heißen Grandstand End und Scoreboard End.

### Fußball
In der Anfangszeit diente die Spielfläche auch um Fußballspiele auszutragen. Zwischen 1884 und 1895 spielte die Fußballmannschaft von Derby County in diesem Stadion, bevor sie zum Baseball Ground umzog. Außerdem wurde im County Cricket Ground das Finale des FA Cups 1886 ausgetragen, welches das erste FA-Cup-Finale außerhalb Londons war. Die englische Fußballnationalmannschaft bestritt hier 1895 im Rahmen der British Home Championship ein Länderspiel gegen die irische Auswahl.

### Cricket
Nachdem der Derbyshire CCC seinen First-Class-Status zurückerhielt, wurde auf der Spielfläche Cricket auf nationalem Niveau ausgetragen. 1939 wurde die umliegende Pferderennbahn geschlossen und  das Spielfeld verschoben. Die Ausstattung des Stadions galt allgemein als schlecht, so hatte es keine eigenen Umkleideräume, sondern es wurden die bisherigen Quartiere der Jockeys genutzt. Ein Umbau fand 1982 statt. Im darauf folgenden Jahr fand hier ein Vorrundenspiel des Cricket World Cup 1983 statt. Bei der nächsten Austragung des Cricket World Cups in England 1999 wurde ebenfalls ein Vorrundenspiel hier ausgetragen. Dieses sind bis heute die einzigen One-Day Internationals die in diesem Stadion ausgetragen wurden. Nachdem Derbyshire aus Finanzgründen überlegte das Stadion zu verlassen, erhielt es 2014 Planungserlaubnis um die Einrichtungen des Stadions zu modernisieren und einen Konferenz und Event-Bereich zu integrieren. Auch war das Stadion Austragungsort des Women’s Cricket World Cup 2017.